# Радиоляриевый ил
Радиоля́риевый ил — разновидность современных океанических глубоководных кремнисто-глинистых илов, обогащенная скелетами простейших морских планктонных организмов — радиолярий.
Во влажном состоянии радиоляриевый ил представляет собой коричневый (реже зеленовато-серый, чёрный алевритисто-пелитовый или пелитовый) осадок. В его состав входит кремнезём, глинистые минералы, вулканогенный материал, гидроксиды железа и марганца, иногда цеолиты.
Радиоляриевый ил распространён исключительно в экваториальной зоне Индийского и Тихого океанов на глубине 4500—6000 м и более. Занимает около 3,4 % общей площади дна Мирового океана.
В ископаемом состоянии радиоляриевый ил переходит в органогенную осадочную породу — радиолярит.